# Rufino Carpena Montesinos
Rufino Carpena Montesinos (Iecla, Múrcia, 17 d'octubre de 1860 - Barcelona, 26 de gener de 1939) fou un mestre nacional innovador que fomentà l'ensenyament actiu.

## Tasca docent

### A Catalunya
El 1882 aconseguí el títol de mestre elemental i començà a fer feina a l'escola privada, Sant Vicenç de Paül de Lleida. El 1885 ingressà en el magisteri oficial. El primer nomenament fou a l'escola de Balaguer (la Noguera) el 1886. Un any després, el 30 d'abril de 1886, ja per oposició, fou nomenat mestre de l'escola de l'Espluga Calba (les Garrigues). El 5 de maig de 1887, també per oposició, obtingué la plaça de la mateixa categoria a Vila-rodona (Alt Camp), plaça que ocupà del 19 de maig de 1887 al 31 d'agost de 1893 perquè en el concurs d'aquest any, 28 de juliol de 1893, per oposició, obtingué la plaça de l'escola elemental de nins del Vendrell (Baix Penedès), on estigué fins al 20 de gener de 1896. El 17 de gener de 1895, a trenta-quatre anys, i estant al Vendrell, es casà amb una al·lota de l'Arboç, un any més jove que ell, Dolors Llorens Mascaró. El matrimoni no tingué fills.

### A Mallorca
El 14 de novembre de 1895 obtingué la plaça de l'escola de Muro, on ja hi treballava la seva germana Margarita a l'escola de nines, i hi estigué del 22 de gener de 1896 al 31 d'agost de 1903. Aconseguí el títol de mestre Normal a Madrid el 7 de desembre de 1897. A Muro fundà l'associació benèfica Lectores Murenses el 1902 amb l'objectiu de fomentar la lectura entre els nins murers.

### A l'Argentina
A l'estiu de 1903, Carpena partí cap a Buenos Aires (Argentina). La seva fugida li suposà l'expulsió del magisteri. Entre 1903 i 1907 treballà al Colegio Hispano-Argentino de Bahía Blanca. El 1906 sol·licità la reincorporació com a mestre nacional, que no aconseguí fins al 1908 amb una penalització de sis mesos.

### A Mallorca per segona vegada

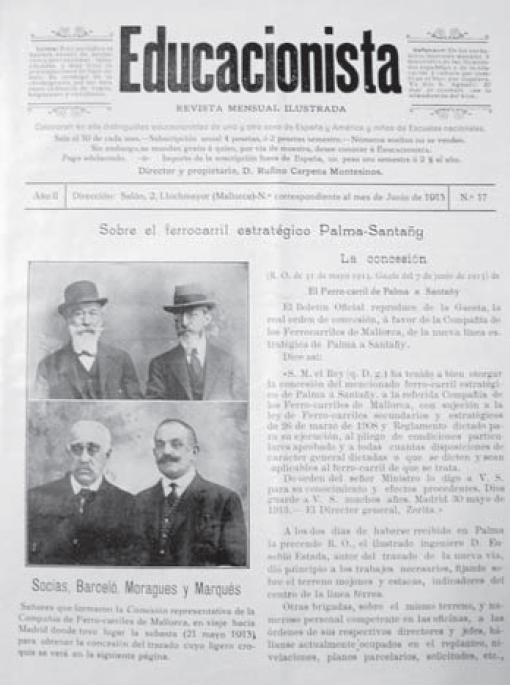
Portada del número 17 del Educacionista

El 1907 tornà a Mallorca, i el 30 de juny de 1908 fou rehabilitat per reial ordre, però no pogué fer-se efectiva fins a l'1 de gener de 1909. El juliol de 1909 fou nomenat director de l'escola nacional de Llucmajor, càrrec que ocupà fins al 30 de maig de 1916, on desenvolupà una important tasca pedagògica defensant l'ensenyament actiu enfront del memorístic. Així fomentà les sortides del centre, l'educació moral i la formació persones reflexives. Entre 1912 i 1913 publicà la revista el Educacionista. Al mateix temps impartí conferències pels adults i publicà articles a les revistes El Magisterio Balear i al Heraldo de Lluchmayor. El 1911 fundà la Mutualitat Escolar de Llucmajor amb l'objectiu de fomentar l'estalvi entre el jovent i beneficiar-se d'una pensió de vellesa semblant a la mutualitat de Guillem Cifre de Colonya a Pollença. L'abril del 1912 impartí una conferència sobre «la Enseñanza Vivida» on explicà un concepte actiu de pràctica escolar inspirada en les innovacions educatives angleses. El 1913 la infanta Maria Isabel d'Espanya, coneguda com "La Chata", tia del pare del rei Alfons XIII, visità Llucmajor i l'escola nacional on els nins presentaren una exposició de treballs escolars, que es contraposava al sistema vigent basat en premis i càstigs. El 1916 presentà un projecte per a una nova escola pública a Llucmajor que no es dugué a terme.
El 1916 fou destinat a una escola a sa Indioteria, una barriada de Palma, on la seva germana Margarita ocupava una plaça, però endarrerí la presa de possessió perquè viatjà a Madrid per optar a una plaça d'inspector d'educació que no aconseguí. El 4 de setembre amb una permuta passà a Valldemossa, on estigué fins al mes d'agost de 1918, per a tornar a ocupar la plaça anterior de sa Indioteria fins al 19 de juny de 1919. Després fou mestre a Son Sardina del 20 de juny de 1919 el gener de 1920.

### A Catalunya per segona vegada
El 1920 tornà a Catalunya nomenat director de l'escola graduada de Piera, Barcelona; el mateix any treballà a Vilassar de Mar durant el directori militar de Primo de Rivera; i acabà al Masnou des del 1923 fins que es jubilà el 1931, on fou membre del sometent.

## Tasca reivindicativa

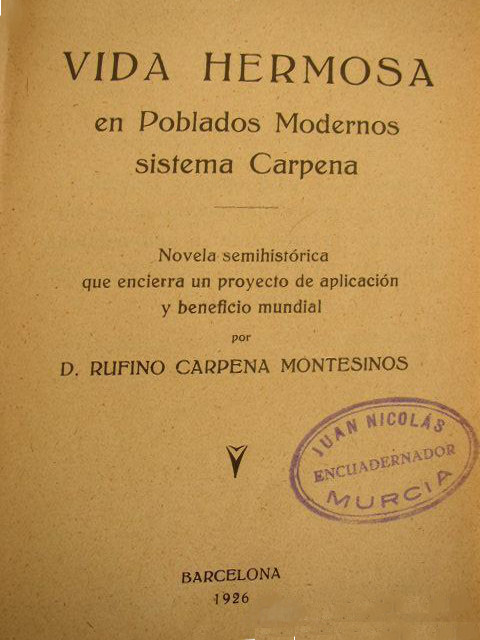
Portada del llibre Vida Hermosa en Poblados Modernos, sistema Carpena (1926)

Dins de la tasca pedagògica de Carpena fora de l'escola fou col·laborador de la revista El Magisterio Balear, publicà conferències, llibres de text i assaigs pedagògics entre els quals destaca el llibre Nomenclátor Escolar (1896), que recull exhaustivament la situació escolar de totes les regions d'Espanya.
El 1914 tingué la idea de la construcció d'habitatges econòmics basats en el cooperativisme on hi hagués instal·lacions comunes (cuina, bugaderia, etc.). Anà a Madrid a impartir una conferència al respecte a la Sociedad Cortesana Hijos de Madrid i en parlà amb polítics, governadors civils i presidents de l'Estat (Dato, Azcárate, Amat, Conde de Romanones, Joan Massanet i Alexandre Rosselló, entre d'altres), amb bisbes, empresaris com Joan March i, fins i tot, amb el rei Alfons XIII. Proposà la creació d'una cooperativa "La Pobladora Mundial".
Quan tornà a Catalunya publicà el periòdic Razón y Justicia (1925-1926) on defensà a les famílies nombroses i aconseguí que el Govern decretés el 1926 la llei de subsidi familiar vigent fins a la Guerra Civil.
El 1926 publicà Vida Hermosa en Poblados Modernos, on dissenyà un tipus de poblat que perseguia una racionalització parcial de les formes de vida, introduint una lògica en les tasques pròpies de la llar, per tal de millorar la seva economia domèstica i disposar de més temps per dedicar-los a les relacions familiars i a la formació cultural, sense que això comportés una transformació de les estructures politicoeconòmiques.
El març de 1929, representava una Associació de Mestres i defensava una millora en els sous dels mestres. El 1930 Carpena, com a president de la Comissió Gestora de Mestres Nacionals amb Fills, envià dos toms enquadernats contenint instàncies de mestres on demanava la constitució d'un sol escalafó per a tot el Magisteri, un sou mínim de tres mil pessetes, l'ajuda familiar per a fills legítims i la possibilitat d'ascens cada quatre o cinc anys. El text fou enviat a Miguel Primo de Rivera.
En 1931 Carpena inicià la publicació de La Nueva Política, que subtitulà «Síntesis de nuestro programa: Educación obligatoria, Agricultura industrial, Justicia gratuita, Trabajo Obligatorio y remunerativo aspirando constantemente a lograr el bienestar social», on exposà tot un programa polític quan es presentà a les eleccions a Corts del 28 de juny de 1931, per Barcelona, com a diputat republicà federal independent.

## Els darrers anys
Rufino Carpena acabà els seus dies a Barcelona, en la misèria. En aquests darrers anys canvià, com a mínim, tres vegades de domicili, el 1931 passà del carrer Macià, 10 (actual Fèlix Macià, barriada de Can Tunis), al carrer Enamorats, 6 i acabà al carrer Piquer, 54. Sembla que Dolors Llorens, l'esposa, morí l'octubre de 1933 i fou enterrada el dia 15. Exalumnes seus de Llucmajor el van ajudar econòmicament en els seus últims dies. Morí el 26 de gener de 1939 a l'Hospital Clínic de Barcelona, per hipoproteïnèmia, provocada per desnutrició o mala alimentació. La data coincideix amb la de l'entrada de les tropes nacionals a Barcelona i aquest fou el motiu que endarrerí el seu enterrament. Fou inhumat el 4 de febrer en una de les fosses comunes, al Fossar de la Pedrera, del cementiri de Montjuïc. En la dècada del 60 del segle xx, essent batle de Llucmajor Mateu Monserrat Calafat, antic alumne seu, el poble de Llucmajor li dedicà el parc situat davant el col·legi públic CEIP Rei Jaume III, anomenat plaça Rufino Carpena.

## Obres
- Método de lectura y escritura simultáneas. Especial para el aprendizaje de la lectura y escritura en los párvulos. Tarragona, 1892.
- Nomenclátor escolar. Prólogo de Rufino Blanco. Viuda de Hernando. Madrid, 1896.
- Cuadro de medidas legales de España. Con expresión de algunas equivalencias mallorquinas. Palma, 1900
- Ensayo de lecciones combinadas (enciclopèdia escolar). Inca, 1901.
- Cuaderno para aprender la tabla de multiplicar. Palma, 1901.
- Preparación pràctica para el estudio de la gramàtica. Palma, 1901.
- Cartillas de Conjunción y Análisis. Palma, 1901.
- Sobre el lenguaje, el diccionario y la gramática castellana en las escuelas de primera enseñanza. Palma, 1901.
- Cuadernos de Aritmética práctica. Palma, 1902.
- Cuadernos de escritura al dictado. Buenos Aires, 1906,
- Vida Hermosa en Poblados Modernos. Barcelona, 1926.
- El Puchero Nacional. Barcelona, 1926.[8]